# Sjukhuskyrkan

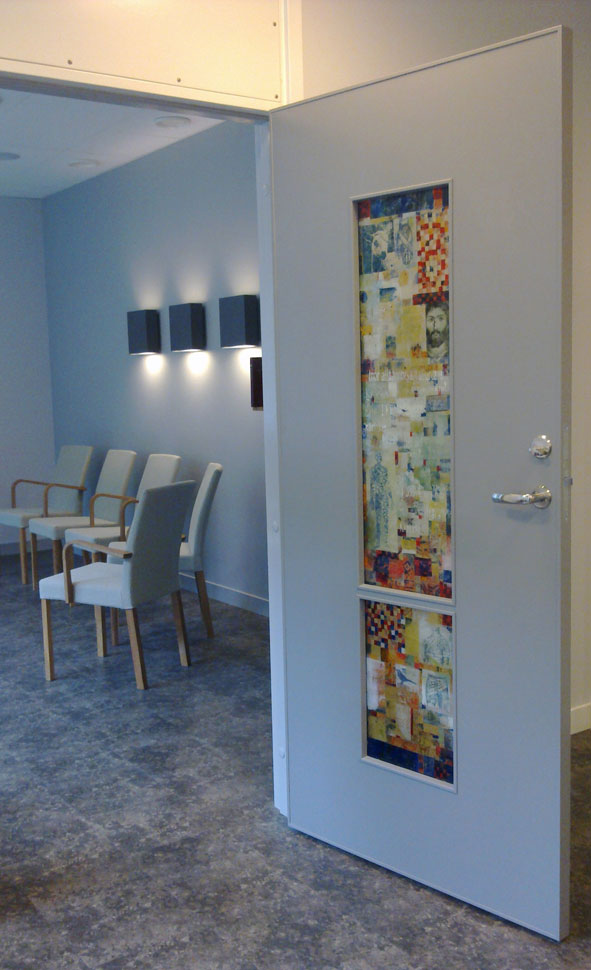
Sjukhuskyrkans andaktsrum på Östra sjukhuset i Göteborg.

Sjukhuskyrkan är det samlade namnet för de kristna församlingarnas i Sverige andliga vård på sjukhus. Sjukhuskyrkan vill ge hjälp att hantera de många frågor och bekymmer av olika slag som väcks när man är på sjukhus och vänder sig till patienter, anhöriga och personal. Huvudman för informationsportalen Sjukhuskyrkan är Sveriges kristna råd. 
Inom sjukhuskyrkan arbetar präster, pastorer, diakoner, musiker och andra från Svenska kyrkan, frikyrkorna, romersk katolska kyrkan och i viss mån även de ortodoxa och österländska kyrkorna. På de större sjukhusen sker detta i ekumeniska arbetslag. På mindre sjukhus står ofta Svenska kyrkan ensam för verksamheten. Präster, pastorer och diakoner i sjukhuskyrkan har samma tystnadsplikt som andra präster, pastorer och diakoner och för inga journaler. Verksamheten utgår från de lokala församlingarna.
Sjukhuskyrkan hjälper också till med att förmedla kontakter med andra kyrkor och trossamfund.
Sjukhuskyrkan finns representerad på så gott som alla sjukhus i Sverige.